# 4 американских композитора
«4 американских композитора» (англ. 4 American Composers) — четырёхсерийный документальный фильм Питера Гринуэя о композиторах Джоне Кейдже, Мередит Монк, Филипе Глассе и Роберте Эшли. Содержит фрагменты концертов, интервью с музыкантами, редкие киноматериалы.

## Джон Кейдж
Содержит фрагменты произведений «Indeterminancy», «Living Room Music» (1940), «Music for Marcel Duchamp» (1947), «Speech» (1955), «Aria for solo voice» (1958), «Roaratorio» (1979) и других.

## Мередит Монк
Содержит фрагменты фильмов «16mm Earrings», «Quarry», «Ellis Island».

## Филип Гласс
Серия содержит фрагменты концертных исполнений произведений Филипа Гласса «Music in Similar Motion», «Facades», «Floe», «Einstein on the Beach».

## Роберт Эшли
Рассказ об опере «Perfect Lives».

## Съёмочная группа
- Автор сценария и режиссёр — Питер Гринуэй
- Продюсер — Ревел Гест
- Операторы — Кёртис Кларк, Ник Ноулэнд
- Звукорежиссёр — Гарт Маршалл
- Монтаж — Джон Уилсон
- Консультант — Майкл Найман